# Super Bowl V
Super Bowl V var den femte udgave af Super Bowl, finalen i den amerikanske football-liga NFL. Kampen blev spillet 17. januar 1971 på Orange Bowl i Miami og stod mellem Baltimore Colts og Dallas Cowboys. Colts vandt 16-13.
Kampens MVP (mest værdifulde spiller) blev Cowboys linebacker Chuck Howley. Han blev dermed den første, og til dato eneste, spiller fra det tabende hold til at tage Super Bowl MVP titlen. Han blev desuden den første vinder, der ikke spillede positionen quarterback.
| NFL | Spire Denne artikel om NFL er en spire som bør udbygges. Du er velkommen til at hjælpe Wikipedia ved at udvide den. |